# Петрошница (Караш-Северин)
Петрошница (рум. Petroșnița) насеље је у Румунији у округу Караш-Северин у општини Букошница. Oпштина се налази на надморској висини од 254 m.

## Прошлост
Аустријски царски ревизор Ерлер је 1774. године констатовао да место припада Тамишком округу, Карансебешког дистрикта. Становништво је било претежно влашко.

## Становништво
Према подацима из 2002. године у насељу је живело 975 становника, од којих су сви румунске националности.